# Miratesta celebensis
Miratesta celebensis es una especie de molusco gasterópodo de la familia Planorbidae en el orden de los Basommatophora.

## Distribución geográfica
Es  endémica de Indonesia.

## Hábitat
Su hábitat natural son: lagos de agua dulce.